# Acarpha
Acarpha – rodzaj roślin z rodziny Calyceraceae. Obejmuje 8 gatunków występujących w Ameryce Południowej w strefie klimatu umiarkowanego. Według ujęcia The Plant List gatunki te zaliczane są do rodzaju Boopis Juss.